# 短五引理
在同調代數中，短五引理是五引理的一個特例，它斷言：在任何阿貝爾範疇或群範疇中，若以下交換圖的橫行正合，而 {\displaystyle g,h} 皆為同構，則 {\displaystyle f} 也是同構。
此斷言是五引理的直接推論。
這個引理可以有如下詮釋：假設有態射 {\displaystyle f:B\to B'}，此態射在子對象及相應的商對象上誘導出的態射 {\displaystyle A\to A',\;B/A\to B'/A'} 皆為同構，則 {\displaystyle f} 本身也是同構。重點是必須先假設 {\displaystyle f:B\to B'} 的存在性。